# Grupo Desportivo de Chaves
Il Grupo Desportivo de Chaves, abbreviato in G.D. Chaves o semplicemente Chaves, è una squadra di calcio di Chaves, in Portogallo. Milita in Segunda Liga.
La squadra ha partecipato alla Coppa UEFA durante la stagione 1987-1988, vincendo contro i romeni dell'Universitatea Craiova, per poi uscire sconfitto dai magiari del Budapest Honvéd.

## Organico

### Rosa 2024-2025
| N. |                          | Ruolo | Calciatore          |
| -- | ------------------------ | ----- | ------------------- |
| 1  | Capo Verde (bandiera)    | P     | Vozinha             |
| 4  | Portogallo (bandiera)    | D     | Bruno Rodrigues     |
| 5  | Spagna (bandiera)        | D     | Aarón Romero        |
| 7  | Portogallo (bandiera)    | C     | Paulo Victor        |
| 8  | Portogallo (bandiera)    | C     | Pedro Pinho         |
| 10 | Guinea-Bissau (bandiera) | C     | Leandro Sanca       |
| 11 | Portogallo (bandiera)    | C     | Pedro Pelágio       |
| 12 | Brasile (bandiera)       | C     | Ktatau              |
| 13 | Portogallo (bandiera)    | D     | Vasco Fernandes     |
| 14 | Costa Rica (bandiera)    | C     | Roan Wilson         |
| 15 | Portogallo (bandiera)    | D     | Carraça             |
| 19 | Portogallo (bandiera)    | D     | Tiago Almeida       |
| 20 | Portogallo (bandiera)    | D     | André Ricardo       |
| 21 | Brasile (bandiera)       | C     | Wellington Carvalho |

| N. |                       | Ruolo | Calciatore       |
| -- | --------------------- | ----- | ---------------- |
| 23 | Spagna (bandiera)     | C     | Rui Gomes        |
| 25 | Portogallo (bandiera) | C     | Pedro Tiba       |
| 29 | Portogallo (bandiera) | C     | Platiny          |
| 30 | Portogallo (bandiera) | P     | Gonçalo Pinto    |
| 31 | Brasile (bandiera)    | P     | Rodrigo Moura    |
| 40 | Nigeria (bandiera)    | D     | Junior Pius      |
| 55 | Portogallo (bandiera) | D     | Kiko             |
| 70 | Portogallo (bandiera) | C     | Hélder Morim     |
| 83 | Francia (bandiera)    | D     | Mamadou Tounkara |
| 87 | Portogallo (bandiera) | C     | Rodrigo Melro    |
| 88 | Portogallo (bandiera) | C     | Rúben Pina       |
| 95 | Portogallo (bandiera) | C     | Paul Ayongo      |
| 99 | Brasile (bandiera)    | A     | Jô               |

### Rosa 2023-2024
| N. |                           | Ruolo | Calciatore      |
| -- | ------------------------- | ----- | --------------- |
| 1  | Brasile (bandiera)        | P     | Hugo Souza      |
| 2  | Costa d'Avorio (bandiera) | D     | Habib Sylla     |
| 3  | Brasile (bandiera)        | D     | Ygor Nogueira   |
| 4  | Portogallo (bandiera)     | D     | Bruno Rodrigues |
| 6  | Sudafrica (bandiera)      | C     | Thibang Phete   |
| 7  | Portogallo (bandiera)     | C     | Benny           |
| 9  | Portogallo (bandiera)     | C     | Paulo Victor    |
| 10 | Guinea-Bissau (bandiera)  | C     | Leandro Sanca   |
| 13 | Portogallo (bandiera)     | D     | Vasco Fernandes |
| 18 | Portogallo (bandiera)     | C     | Pedro Pinho     |
| 19 | Canada (bandiera)         | D     | Steven Vitória  |
| 20 | Portogallo (bandiera)     | C     | Rúben Ribeiro   |
| 21 | Portogallo (bandiera)     | C     | Guima           |

| N. |                       | Ruolo | Calciatore       |
| -- | --------------------- | ----- | ---------------- |
| 23 | Spagna (bandiera)     | A     | Héctor Hernández |
| 27 | Portogallo (bandiera) | C     | Carraça          |
| 28 | Nigeria (bandiera)    | C     | Kelechi Nwakali  |
| 30 | Portogallo (bandiera) | P     | Gonçalo Pinto    |
| 31 | Brasile (bandiera)    | P     | Rodrigo Moura    |
| 33 | Portogallo (bandiera) | D     | Sandro Cruz      |
| 40 | Nigeria (bandiera)    | D     | Junior Pius      |
| 70 | Portogallo (bandiera) | C     | Hélder Morim     |
| 77 | Portogallo (bandiera) | D     | João Correia     |
| 80 | Portogallo (bandiera) | C     | Raphael Guzzo    |
| 87 | Portogallo (bandiera) | C     | Rodrigo Melro    |
| 99 | Brasile (bandiera)    | A     | Jô               |

### Rosa 2022-2023
| N. |                           | Ruolo | Calciatore     |
| -- | ------------------------- | ----- | -------------- |
| 1  | Brasile (bandiera)        | P     | Paulo Vítor    |
| 2  | Costa d'Avorio (bandiera) | D     | Habib Sylla    |
| 3  | Portogallo (bandiera)     | D     | Nélson Monte   |
| 5  | Mozambico (bandiera)      | D     | Bruno Langa    |
| 7  | Sudafrica (bandiera)      | A     | Luther Singh   |
| 8  | Portogallo (bandiera)     | C     | João Mendes    |
| 10 | Portogallo (bandiera)     | C     | João Teixeira  |
| 12 | Portogallo (bandiera)     | D     | Sandro Cruz    |
| 14 | Senegal (bandiera)        | C     | Sidy Sarr      |
| 16 | Brasile (bandiera)        | D     | Euller         |
| 17 | Ghana (bandiera)          | A     | Issah Abass    |
| 19 | Canada (bandiera)         | D     | Steven Vitória |
| 20 | Brasile (bandiera)        | A     | Juninho        |
| 21 | Portogallo (bandiera)     | C     | Guima          |

| N. |                       | Ruolo | Calciatore       |
| -- | --------------------- | ----- | ---------------- |
| 23 | Spagna (bandiera)     | A     | Héctor Hernández |
| 24 | Portogallo (bandiera) | D     | Edu Borges       |
| 26 | Capo Verde (bandiera) | D     | Carlos Ponck     |
| 28 | Spagna (bandiera)     | C     | Jonny Arriba     |
| 30 | Portogallo (bandiera) | P     | Gonçalo Pinto    |
| 31 | Brasile (bandiera)    | P     | Rodrigo Moura    |
| 40 | Nigeria (bandiera)    | C     | Nwankwo Obiora   |
| 44 | Portogallo (bandiera) | D     | João Queirós     |
| 47 | Brasile (bandiera)    | D     | Guilherme        |
| 73 | Portogallo (bandiera) | C     | Benny            |
| 77 | Portogallo (bandiera) | D     | João Correia     |
| 83 | Portogallo (bandiera) | C     | João Pedro       |
| 95 | Brasile (bandiera)    | A     | Jô               |

### Rosa 2021-2022
| N. |                       | Ruolo | Calciatore         |
| -- | --------------------- | ----- | ------------------ |
| 1  | Portogallo (bandiera) | P     | Ricardo Moura      |
| 2  | Portogallo (bandiera) | D     | Nuno Campos        |
| 3  | Portogallo (bandiera) | D     | Rúben Pereira      |
| 4  | Brasile (bandiera)    | D     | Alexsandro Ribeiro |
| 5  | Mozambico (bandiera)  | D     | Bruno Langa        |
| 6  | Capo Verde (bandiera) | C     | Kevin Pina         |
| 7  | Brasile (bandiera)    | A     | Nicolas Bernardo   |
| 8  | Brasile (bandiera)    | C     | Paulinho           |
| 9  | Capo Verde (bandiera) | A     | Patrick Fernandes  |
| 10 | Portogallo (bandiera) | C     | João Teixeira      |
| 11 | Angola (bandiera)     | A     | João Bachi         |
| 12 | Portogallo (bandiera) | P     | Samuel Silva       |
| 13 | Portogallo (bandiera) | D     | Luís Rocha         |

| N. |                       | Ruolo | Calciatore          |
| -- | --------------------- | ----- | ------------------- |
| 18 | Portogallo (bandiera) | A     | Pedro Ribeiro       |
| 19 | Portogallo (bandiera) | C     | João Mendes         |
| 20 | Brasile (bandiera)    | A     | Juninho             |
| 21 | Brasile (bandiera)    | A     | Wellington          |
| 22 | Brasile (bandiera)    | C     | Adriano Castanheira |
| 25 | Brasile (bandiera)    | D     | Bruno Teles         |
| 26 | Portogallo (bandiera) | C     | Guima               |
| 28 | Brasile (bandiera)    | P     | Paulo Vítor         |
| 40 | Nigeria (bandiera)    | C     | Nwankwo Obiora      |
| 44 | Portogallo (bandiera) | D     | João Queirós        |
| 66 | Portogallo (bandiera) | C     | Nuno Coelho         |
| 77 | Portogallo (bandiera) | D     | João Correia        |
| 99 | Brasile (bandiera)    | A     | Platiny             |

### Rosa 2020-2021
| N. |                       | Ruolo | Calciatore          |
| -- | --------------------- | ----- | ------------------- |
| 1  | Portogallo (bandiera) | P     | Ricardo Moura       |
| 3  | Portogallo (bandiera) | D     | Bura                |
| 4  | Portogallo (bandiera) | C     | Benny               |
| 7  | Brasile (bandiera)    | A     | Niltinho            |
| 10 | Portogallo (bandiera) | C     | João Teixeira       |
| 11 | Portogallo (bandiera) | C     | Bachi               |
| 12 | Portogallo (bandiera) | P     | Samuel Silva        |
| 13 | Brasile (bandiera)    | D     | Luís Rocha          |
| 17 | Portogallo (bandiera) | A     | Roberto             |
| 21 | Brasile (bandiera)    | C     | Wellington Carvalho |
| 23 | Portogallo (bandiera) | D     | Vasco Fernandes     |
| 24 | Brasile (bandiera)    | C     | João Reis           |
| 27 | Brasile (bandiera)    | C     | Luís Silva          |

| N. |                       | Ruolo | Calciatore      |
| -- | --------------------- | ----- | --------------- |
| 28 | Brasile (bandiera)    | D     | Rafael Viegas   |
| 29 | Portogallo (bandiera) | C     | Zé Tiago        |
| 32 | Portogallo (bandiera) | A     | Hélder Guedes   |
| 33 | Honduras (bandiera)   | A     | Jonathan Toro   |
| 36 | Capo Verde (bandiera) | C     | Kevin Pina      |
| 40 | Serbia (bandiera)     | D     | Nemanja Ćalasan |
| 60 | Brasile (bandiera)    | D     | José Gomes      |
| 66 | Portogallo (bandiera) | D     | Nuno Coelho     |
| 70 | Brasile (bandiera)    | C     | Nicolas Reis    |
| 77 | Portogallo (bandiera) | C     | João Correia    |
| 88 | Brasile (bandiera)    | P     | Paulo Vítor     |
| 99 | Brasile (bandiera)    | A     | Willian         |
|    | Brasile (bandiera)    | C     | Juninho         |

### Rosa 2019-2020
| N. |                         | Ruolo | Calciatore        |
| -- | ----------------------- | ----- | ----------------- |
| 1  | Portogallo (bandiera)   | P     | António Filipe    |
| 2  | Portogallo (bandiera)   | D     | Paulinho          |
| 3  | Portogallo (bandiera)   | D     | Hugo Basto        |
| 4  | Portogallo (bandiera)   | D     | Nuno Coelho       |
| 5  | Portogallo (bandiera)   | D     | Filipe Melo       |
| 6  | Brasile (bandiera)      | C     | Jefferson         |
| 8  | Portogallo (bandiera)   | C     | Stephen Eustáquio |
| 9  | Armenia (bandiera)      | C     | Geworg Ġazaryan   |
| 10 | Brasile (bandiera)      | C     | Perdigão          |
| 11 | Brasile (bandiera)      | A     | Willian           |
| 12 | Bielorussia (bandiera)  | C     | Renan Bressan     |
| 13 | Portogallo (bandiera)   | P     | Ricardo Nunes     |
| 14 | Brasile (bandiera)      | A     | André Luis        |
| 17 | Burkina Faso (bandiera) | C     | Faissal Zangre    |

| N. |                       | Ruolo | Calciatore      |
| -- | --------------------- | ----- | --------------- |
| 19 | Serbia (bandiera)     | D     | Nikola Maraš    |
| 23 | Brasile (bandiera)    | D     | Marcão          |
| 24 | Portogallo (bandiera) | C     | João Teixeira   |
| 25 | Brasile (bandiera)    | C     | Bruno Gallo     |
| 26 | Brasile (bandiera)    | D     | Djavan          |
| 28 | Portogallo (bandiera) | D     | Filipe Brigues  |
| 30 | Brasile (bandiera)    | A     | Niltinho        |
| 32 | Brasile (bandiera)    | D     | Marlon Rangel   |
| 33 | Brasile (bandiera)    | D     | Lionn           |
| 77 | Portogallo (bandiera) | C     | Mika Borges     |
| 90 | Portogallo (bandiera) | A     | João Paredes    |
| 99 | Brasile (bandiera)    | A     | Platiny         |
|    | Serbia (bandiera)     | D     | Nemanja Ćalasan |

### Rosa 2018-2019
| N. |                         | Ruolo | Calciatore        |
| -- | ----------------------- | ----- | ----------------- |
| 1  | Portogallo (bandiera)   | P     | António Filipe    |
| 2  | Portogallo (bandiera)   | D     | Paulinho          |
| 3  | Portogallo (bandiera)   | D     | Hugo Basto        |
| 4  | Portogallo (bandiera)   | D     | Nuno Coelho       |
| 5  | Portogallo (bandiera)   | D     | Filipe Melo       |
| 6  | Brasile (bandiera)      | C     | Jefferson         |
| 8  | Portogallo (bandiera)   | C     | Stephen Eustáquio |
| 9  | Armenia (bandiera)      | C     | Geworg Ġazaryan   |
| 10 | Brasile (bandiera)      | C     | Perdigão          |
| 11 | Brasile (bandiera)      | A     | Willian           |
| 12 | Bielorussia (bandiera)  | C     | Renan Bressan     |
| 13 | Portogallo (bandiera)   | P     | Ricardo Nunes     |
| 14 | Brasile (bandiera)      | A     | André Luis        |
| 17 | Burkina Faso (bandiera) | C     | Faissal Zangre    |

| N. |                       | Ruolo | Calciatore      |
| -- | --------------------- | ----- | --------------- |
| 19 | Serbia (bandiera)     | D     | Nikola Maraš    |
| 23 | Brasile (bandiera)    | D     | Marcão          |
| 24 | Portogallo (bandiera) | C     | João Teixeira   |
| 25 | Brasile (bandiera)    | C     | Bruno Gallo     |
| 26 | Brasile (bandiera)    | D     | Djavan          |
| 28 | Portogallo (bandiera) | D     | Filipe Brigues  |
| 30 | Brasile (bandiera)    | A     | Niltinho        |
| 32 | Brasile (bandiera)    | D     | Marlon Rangel   |
| 33 | Brasile (bandiera)    | D     | Lionn           |
| 77 | Portogallo (bandiera) | C     | Mika Borges     |
| 90 | Portogallo (bandiera) | A     | João Paredes    |
| 99 | Brasile (bandiera)    | A     | Platiny         |
|    | Serbia (bandiera)     | D     | Nemanja Ćalasan |

### Rosa 2016-2017
| N. |                          | Ruolo | Calciatore        |
| -- | ------------------------ | ----- | ----------------- |
| 1  | Portogallo (bandiera)    | P     | António Filipe    |
| 2  | Portogallo (bandiera)    | D     | Paulinho          |
| 3  | Montenegro (bandiera)    | C     | Simon Vukčević    |
| 4  | Portogallo (bandiera)    | D     | Fábio Santos      |
| 5  | Serbia (bandiera)        | D     | Nemanja Petrović  |
| 6  | Brasile (bandiera)       | C     | Rafael Assis      |
| 7  | Guinea-Bissau (bandiera) | A     | João Mário        |
| 8  | Portogallo (bandiera)    | C     | João Patrão       |
| 9  | Portogallo (bandiera)    | A     | Rafael Lopes      |
| 10 | Brasile (bandiera)       | A     | Perdigão          |
| 11 | Brasile (bandiera)       | C     | Luís Alberto      |
| 13 | Portogallo (bandiera)    | P     | Ricardo Nunes     |
| 16 | Argentina (bandiera)     | C     | Rodrigo Battaglia |
| 17 | Libia (bandiera)         | A     | Hamdou Elhouni    |

| N. |                       | Ruolo | Calciatore      |
| -- | --------------------- | ----- | --------------- |
| 18 | Senegal (bandiera)    | A     | Alioune Fall    |
| 21 | Portogallo (bandiera) | D     | Nelson          |
| 22 | Capo Verde (bandiera) | D     | Félix Mathaus   |
| 23 | Portogallo (bandiera) | P     | Emanuel Novo    |
| 24 | Portogallo (bandiera) | D     | Pedro Queirós   |
| 25 | Portogallo (bandiera) | C     | Braga           |
| 31 | Brasile (bandiera)    | A     | Gustavo         |
| 33 | Brasile (bandiera)    | D     | Felipe Lopes    |
| 44 | Brasile (bandiera)    | D     | Leandro Freire  |
| 47 | Portogallo (bandiera) | A     | Fábio Martins   |
| 48 | Portogallo (bandiera) | C     | Francisco Ramos |
| 91 | Brasile (bandiera)    | C     | Davidson        |
| 94 | Brasile (bandiera)    | A     | William         |

## Palmarès

### Altri piazzamenti
- Coppa del Portogallo:

Finalista: 2009-2010
Semifinalista: 2016-2017
- Segunda Liga:

Secondo posto: 2015-2016
Terzo posto: 1993-1994, 2014-2015

## Statistiche e record

### Statistiche nelle competizioni UEFA
Tabella aggiornata alla fine della stagione 2018-2019.
| Competizione                  | Partecipazioni | G | V | N | P | RF | RS |
| ----------------------------- | -------------- | - | - | - | - | -- | -- |
| Coppa UEFA/UEFA Europa League | 1              | 4 | 1 | 0 | 3 | 6  | 9  |